# Armando Sosa Peña
Armando Sosa Peña, meglio noto come Mandi (Las Palmas de Gran Canaria, 1º marzo 1989), è un calciatore spagnolo, centrocampista del Lincoln Red Imps.

## Carriera
Ha giocato nella prima divisione dei campionati australiano ed indiano, e nella seconda divisione spagnola.

## Palmarès

### Club

#### Competizioni nazionali
- Coppa di Gibilterra: 1

Lincoln Red Imps: 2023-2024